# Impatiens lilacina
Impatiens lilacina är en balsaminväxtart som beskrevs av Joseph Dalton Hooker. Impatiens lilacina ingår i släktet balsaminer, och familjen balsaminväxter. Inga underarter finns listade i Catalogue of Life.